# スタンドマイヒーローズ
『スタンドマイヒーローズ』は、colyより配信されているスマートフォン向けソーシャルゲーム。 ジャンルは「女性向けシナリオ×パズルゲーム」。略称は『スタマイ』。2016年9月5日にApp Store、Google Playにて配信開始。同社制作の女性向け恋愛アプリ『ドラッグ王子とマトリ姫』（略称は『ドラマト』）の世界観やストーリー、キャラクターが一部転用されている。

## ストーリー
主人公は、憧れの麻薬取締官「マトリ」として入庁を果たし、男性だらけの職場に配属される。たった一人の女性課員として、警視庁、高校生、セレブ、はたまた裏の組織から有能な男性たちをスカウトする。

## 登場キャラクター

### 麻薬取締官
麻薬取締部のメンバー。全国に240名。捜査企画課に、最精鋭捜査員が数名配属。
泉 玲（いずみ れい、ゲームでは名前変更可能）
声 - 村井美里（アニメ版）
プレイヤーの分身となるキャラクター。アニメの主人公である新人マトリ（麻薬取締官。俗に言う麻薬Ｇメン） 。
新設捜査機関「スタンド」メンバーのスカウト役。「薬効体質」（一部薬物に耐性）の持ち主。焼酎が好き。
ゲーム版ではセミロングだがアニメ版では開始早々に髪を切りミディアムボブになっている。
青山 樹（あおやま いつき）
声 - 杉田智和
捜査企画課のエース。
仕事も見た目も家柄まで完璧な先輩。 唯一の欠点は字が下手なこと。
由井 孝太郎（ゆい こうたろう）
声 - 花江夏樹
天才薬学者。薬効体質に執心。セミロングの髪を後ろで束ね、白衣を着ている。
誰よりも男らしく射撃の名手。
夏目 春（なつめ はる）
声 - 梶裕貴
ホテル暮らしの御曹司。眼鏡を掛けている時が多い。
定時退庁を心がけている。宴会担当。
今大路 峻（いまおおじ しゅん）
声 - 浪川大輔
アメリカ育ちの帰国子女。
物腰柔らか、品行方正、言葉遣いも丁寧。
関 大輔（せき だいすけ）
声 - 前野智昭
捜査企画課課長。
仕事熱心で部下指導にも優れる理想の上司。朝が苦手。
渡部 悟（わたべ さとる）
声 - 鳥海浩輔
捜査企画課に顔を出す外交官。うっすらとした顎鬚がある。
酒が飲めない。関と同期で友人。高所恐怖症。

### 捜査一課
殺人や強盗など凶悪犯罪を担当している。
朝霧 司（あさぎり つかさ）
声 - 柿原徹也
捜査一課のエース。キャリア組のエリートの敏腕刑事。
髪は左分けで、眼鏡の奥で鋭い眼光が閃く。
自他ともに厳しい。青山とは同級生、犬猿の仲。
犬好きという意外な一面も。
荒木田 蒼生（あらきだ そうせい）
声 - 高塚智人
不愛想な強面刑事。課の中では一際目立つ銀髪をしている。
捜査はほとんど単独行動。読書家で都築誠のファン。
菅野 夏樹（すがの なつき）
声 - 山谷祥生
明るいお調子者。黒髪は右分けで緑などのカラーシャツが多い。
曲者揃いの一課の和ませ役。
痛みを感じない特異体質だといわれる。
服部 耀（はっとり よう）
声 - 江口拓也
捜査一課課長。ホワイトシャツのポケットにペンをいつも挿している、
趣味は昼寝。一見のんきだが、捜査では冷徹な一面も見せる。特にプロファイリングが得意。

### 都築兄弟
小説家の兄と俳優の弟。十数年前に起こった事件が原因で妹の沙良が入院している。
都築 誠（つづき まこと）
声 - 武内駿輔、永塚拓馬（少年期）
マトリを見下す作家。気難しいが家族思い。
都築 京介（つづき きょうすけ）
声 - 西山宏太朗
人懐っこい人気俳優。コンプレックスがあるらしい。

### Revel
条件次第で欲しい情報はなんでも手に入る情報屋。
神楽 亜貴（かぐら あき）
声 - 山下誠一郎
我儘な御曹司のデザイナー。　
槙 慶太（まき けいた）
声 - 八代拓
玩具メーカーの次期後継者。牛乳好き。童顔だが26歳。
大谷 羽鳥（おおたに はとり）
声 - 内田雄馬
IT会社の社長。他者への強要は好まない。
桧山 貴臣（ひやま たかおみ）
声 - 白井悠介
桧山財閥トップ。不動産王。Revelのリーダー。

### 九条家
他者との交流を好まない謎の一家。
宮瀬 豪（みやせ ごう）
声 - 梅原裕一郎、加藤英美里（少年期）
九条家に住み込む若い使用人。家事全般を担当。人当たりが柔らかく、温和な性格。
桐嶋 宏弥（きりしま こうや）
声 - 中島ヨシキ
九条家のボディーガード。元ボクサー。女性の扱いは苦手。
山崎 カナメ（やまざき かなめ）
声 - 山下大輝
謎の高校生。「天才」と呼ばれている。九条家に入り浸っている。
新堂 清志（しんどう きよし）
声 - 増田俊樹
九条家の主治医で闇医者。医学部を首席卒業。
九条 壮馬（くじょう そうま）
声 - 沢城千春
九条家当主。製薬会社役員。持病持ちで、人前に姿を現すのは稀。

### 瀬尾研究室
アニメ『スタンドマイヒーローズ PIECE OF TRUTH』には未登場。アニメ公式サイトの集合絵にも描かれていない。
瀬尾 鳴海（せお なるみ）
声 - 子安武人
行動心理学の第一人者。特殊な[[記憶障
害]]を背負った行動心理学の権威。
研究以外には無頓着のため彼の行動について
は早乙女が逐一把握している。
可愛 ひかる（かわい ひかる）
声 - 下野紘
自他共に認める天使
その実態は超現実主義の数学の虫
周りをよく見て手助けをする
瀬尾研のお母さん的存在
宝生 潔（ほうしょう いさぎ）
声 - 斉藤壮馬
動物と写真撮影が大好き。
明るい名前がコンプレックス。
自分を一度も好きになれないネガティブな大学生
日向 志音（ひなた しおん）
声 - KENN
天才高校生
ホームズを崇拝する眠り王子
いつでもどこでもよく眠る
学問に関しては苦手分野がなく博識研究室に入り浸る。
早乙女 郁人（さおとめ いくと）
声 - 細谷佳正
瀬尾の助手を務める助教授。
意地悪で辛辣、甘えた女が嫌い。
瀬尾に代わり研究室の秩序を保つ面倒見がいい一面も。
彼には、かつての自分を変えた人がいるよう。

### その他
ゲームに登場するサブキャラクター。一部の人物はアニメにも登場する。
伊田 正義（いだ まさよし）
声 - 津田健次郎
名無し事件に於ける重要関連人物。一刑事だった頃の服部と親しかった。
日比谷 優希（ひびや ゆうき）
声 - 不明
新薬開発に従事していた研究員。行方不明になっており、名無し事件の被害者の可能性がある。
菅野 未守（すがの みもり）
警視庁の参事官。菅野夏樹の母親。
成瀬 明（なるせ あきら）
声 - 中島ヨシキ（ゲーム版）
麻薬取締官上がりの私立探偵。キャラ弁に特化したブログを更新している。
芝 秀介（しば しゅうすけ）
声 - 中島ヨシキ（ゲーム版）
捜査一課の刑事。特殊な業務のため不在の場合が多い。
山崎 慎一郎（やまざき しんいちろう）
組織暴力の団体とみられるグループ山吉会の会長。

## Web番組
菅野夏樹役の山谷祥生と桐嶋宏弥役の中島ヨシキによるWeb番組『スタマイちゃんねる』がYouTubeにて、1stシーズンは2017年7月13日から2018年8月23日まで毎週木曜に、2ndシーズンは2018年10月4日から2019年8月22日まで毎月第1・第3木曜に配信。

## アニメ

### テレビアニメ
『スタンドマイヒーローズ PIECE OF TRUTH』（スタンドマイヒーローズ ピース・オブ・トゥルース）のタイトルで、2019年10月から12月までTOKYO MXほかにて放送された。

#### あらすじ
「薬効体質」の持ち主・泉 玲は、薬物絡みの未解決事件を扱う独立捜査機関「スタンド」メンバーをスカウトする役に任命される。スタンド候補は情報屋「Revel」のメンバー、都築 誠・京介兄弟、大森製薬の九条壮馬。やがて彼らが15年前の「名無し事件」の被害者・関係者だったことが明らかになる。
「名無し事件」の真実。それは薬物捜査の刑事・伊田正義が大森製薬の研究員・日比谷優希を惨殺した事件で、「スタンド」は警視庁が事件に刑事が関わっていたことを隠蔽するために作られた組織だった。
マトリは再び薬物が出回る情報を掴み、大森製薬の九条壮馬を包囲する。九条の車から薬物が見つかるが、仕掛けたのは九条家に恨みを持つ使用人・宮瀬 豪だった。泉は宮瀬を発見するが、逮捕できず取り逃がす。泉は正義とは何かを問いながら、新たな事件に向かう。

#### スタッフ
- 原作 - coly[8]
- 監督・絵コンテ - 山本秀世[8]
- シリーズ構成 - ハラダサヤカ[8]
- シナリオアドバイザー - 藍田創[8]
- キャラクターデザイン - 高山由江[8]
- 美術監督 - 林雅巳
- 色彩設計 - 津守裕子
- 撮影監督 - 斉藤朋美
- 編集 - 黒澤雅之
- 音楽 - fox capture plan[8]
- 音楽制作 - 松竹音楽出版[9]
- 音楽プロデューサー - 高石真美
- 音響効果 - 和田俊也
- 音響制作 - JTB Next Creation[9]
- プロデューサー - 奥永祥生、金子広孝、鈴木寿広、石井健太、大和田智之、佐藤優樹、松本順也、今井佐帆子、佐々木大地
- アニメーションプロデューサー - 松井正一
- アニメーション制作 - M.S.C[8]
- 製作 - スタマイ製作委員会[9]（松竹、東京メトロポリタンテレビジョン、M.S.C、ジェイアール東日本企画、鉄人化計画、日本BS放送、丸井グループ、読売テレビ、楽天、coly）

#### 主題歌
「Thought I Knew ft.ra'z, Hayes」
YVYによるオープニングテーマ。作詞はHayes、作曲はYutaka Yamada。
「Precious My Heroes」
fox capture plan feat.宮本一粋によるエンディングテーマ。作詞・作曲はRyo Kishimoto。

#### 各話リスト
| 話数     | 脚本                    | 演出     | 作画監督                     | 総作画監督 |
| -------- | ----------------------- | -------- | ---------------------------- | ---------- |
| PIECE 1  | ハラダサヤカ            | 石井久志 | 高橋敦子 水竹修治            | 高山由江   |
| PIECE 2  | ササキムリ              | 徳本善信 | 伊勢奈央子 池津寿恵          | 上田美由紀 |
| PIECE 3  | ハラダサヤカ            | 石井久志 | 佐野陽子 後藤孝宏 笛木優奈   | 高山由江   |
| PIECE 4  | ハラダサヤカ ササキムリ | 石井久志 | 高橋敦子 水竹修治            | 入江健司   |
| PIECE 5  | ハラダサヤカ            | 白石道太 | 池津寿恵 後藤孝宏            | 石井明治   |
| PIECE 6  | ササキムリ              | 白石道太 | 河本美代子 安藤香春          | 入江健司   |
| PIECE 7  | ハラダサヤカ            | 石井久志 | 高橋敦子 水竹修治            | 冨田収子   |
| PIECE 8  | ササキムリ              | 白石道太 | 池津寿恵 安藤香春            | 入江健司   |
| PIECE 9  | ササキムリ              | 馬引圭   | 河本美代子 後藤孝宏 入江健司 | 冨田収子   |
| PIECE 10 | ハラダサヤカ            | 石井久志 | 高橋敦子 水竹修治            | 水竹修治   |
| PIECE 11 | ササキムリ              | 白石道太 | 石井明治 池津寿恵 安藤香春   | 冨田収子   |
| PIECE 12 | ハラダサヤカ            | 山本秀世 | 河本美代子 後藤孝宏 入江健司 | 冨田収子   |

#### 放送局
| 放送期間                 | 放送時間                     | 放送局       | 対象地域   | 備考                             |
| ------------------------ | ---------------------------- | ------------ | ---------- | -------------------------------- |
| 2019年10月7日 - 12月23日 | 月曜 23:00 - 23:30           | TOKYO MX     | 東京都     | 製作参加 / リピート放送あり      |
|                          |                              | BS11         | 日本全域   | 製作参加 / BS放送 / 『ANIME+』枠 |
| 2019年10月8日 - 12月24日 | 火曜 1:55 - 2:21（月曜深夜） | 長崎文化放送 | 長崎県     | 『あに。』枠                     |
|                          | 火曜 1:59 - 2:29（月曜深夜） | 読売テレビ   | 近畿広域圏 | 製作参加 / 『MANPA』第1部        |
|                          | 火曜 23:30 - 水曜 0:00       | J:COMテレビ  | 日本国内   | CATV / 『アニおび』枠            |

| 配信期間                  | 配信時間                     | 配信サイト |
| ------------------------- | ---------------------------- | --- |
| 2019年10月9日 - 12月25日  | 水曜 12:00 更新              | dアニメストア U-NEXT アニメ放題 J:COMオンデマンド ビデオパス みるプラス ひかりTV ビデオマーケット DMM.com GYAO!ストア Hulu |
|                           | 水曜 夜 更新                 | ニコニコ生放送 ニコニコチャンネル                                                                                          |
|                           | 水曜 更新                    | Amazonプライム・ビデオ FOD Rakuten TV TVer                                                                                 |
| 2019年10月10日 - 12月26日 | 木曜 1:30 - 2:00（水曜深夜） | AbemaTV |

#### BD / DVD
| 巻 | 発売日         | 収録話          | 規格品番  | 規格品番  |
| 巻 | 発売日         | 収録話          | BD        | DVD       |
| -- | -------------- | --------------- | --------- | --------- |
| 1  | 2019年11月27日 | 第1話 - 第3話   | SHBR-0585 | DASH-0038 |
| 2  | 2020年1月29日  | 第4話 - 第6話   | SHBR-0586 | DASH-0039 |
| 3  | 2020年3月25日  | 第7話 - 第9話   | SHBR-0587 | DASH-0040 |
| 4  | 2020年4月22日  | 第10話 - 第12話 | SHBR-0588 | DASH-0041 |

#### CD
- スタンドマイヒーローズ -PIECE OF TRUTH- オリジナルサウンドトラック（2020年3月4日発売、Playwright、規格品番：PWT-67）

### OVA
タイトルは「スタンドマイヒーローズ WARMTH OF MEMORIES」。2023年5月24日発売。

#### スタッフ（OVA）
- 原作 - coly[16]
- 監督 - 江副仁美[16]
- シリーズ構成 - ハラダサヤカ[16]
- シナリオアドバイザー - 藍田創[16]
- キャラクターデザイン - 高山由江[16]
- 音楽 - fox capture plan[16]
- アニメーション制作 - M.S.C[16]

#### BD / DVD（OVA）
| 発売日        | 規格品番  | 規格品番  |
| 発売日        | BD        | DVD       |
| ------------- | --------- | --------- |
| 2023年5月24日 | SHBR-0702 | DASH-0117 |

#### CD（OVA）
- OVA スタンドマイヒーローズ WARMTH OF MEMORIES オリジナル・サウンドトラック（2023年5月17日発売、SHOCHIKU RECORDS、規格品番：SOST-1061）

## リアル謎解きゲーム
『スタンドマイヒーローズ in なぞともカフェ～麻薬捜査編～』がなぞともカフェ全店舗（新宿店・渋谷店・自由が丘店・名古屋栄店・京都新京極店・なんばパークス店・福岡天神店）にて2018年1月19日から4月22日の期間に開催された。個室“ミッションCUBE”にて提供された。

## 舞台
2025年9月3日から9月14日まで、シアターサンモールで上演予定。

### キャスト

#### マトリ（麻薬取締官）
- 青山 樹 - 太田裕二
- 由井 孝太郎 - 岡延明
- 関 大輔 - 坂口実成夢
- 夏目 春 - 石渡真修
- 今大路 峻 - 田原廉
- 渡部 悟 - 服部武雄
- 泉 玲 - 佐倉花怜

#### 警視庁
- 朝霧 司 - 結城樹
- 菅野 夏樹 - 白石康介
- 荒木田 蒼生 - 新井雄也
- 服部 耀 - 瀬戸祐介

#### Revel
- 桧山 貴臣 - 今井俊斗
- 大谷 羽鳥 - 北出流星
- 神楽 亜貴 - 松原凛
- 槙 慶太 - 輝山立

#### 都築兄弟
- 都築 誠 - 笠原織人
- 都築 京介 - 工藤大夢

#### 九条家
- 新堂 清志 - 御堂耕平
- 山崎 カナメ - 高梨怜
- 桐嶋 宏弥 - 新井將
- 九条 壮馬 - 八神蓮
- 宮瀬 豪 - 千葉瑞己

### スタッフ
- 原作 - coly
- 脚本 - 伊勢直弘
- 演出 - 野元準也

## 関連商品

### 書籍
- スタンドマイヒーローズ 1st Anniversary Book（2017年12月25日発売、KADOKAWA、ISBN 978-4048933483）
- スタンドマイヒーローズ コミックアンソロジー 1（2018年1月22日発売、KADOKAWA、ISBN 978-4048935579）
- スタンドマイヒーローズ コミックアンソロジー 2（2018年2月22日発売、KADOKAWA、ISBN 978-4048935586）
- スタンドマイヒーローズ OFFICIAL MEMORIAL BOOK 2017-2019（2019年9月27日発売、KADOKAWA、ISBN 978-4047334106）
- スタンドマイヒーローズ OFFICIAL MEMORIAL BOOK 2019-2021 (2022年2月18日発売、KADOKAWA、ISBN 978-4047335882)
- スタンドマイヒーローズ OFFICIAL SCENARIO BOOK Season I＆II（2020年12月21日発売、KADOKAWA、ISBN 978-4047335066）
- スタンドマイヒーローズ OFFICIAL SCENARIO BOOK Season III (2022年6月30日発売、KADOKAWA、ISBN 978-4047336117)
- スタンドマイヒーローズ OFFICIAL SCENARIO BOOK Season IV (2022年6月30日発売、KADOKAWA、ISBN 978-4047336100）
- スタンドマイヒーローズ OFFICIAL MEMORIAL BOOK 2021-2023（2024年3月18日発売、KADOKAWA、ISBN 978-4047337091）

### CD
- Stand My Heroes Music Record ～Vol.1 マトリ＆都築兄弟～（2024年1月23日発売、coly、規格品番：COLY-009）
- Stand My Heroes Music Record ～Vol.2 警視庁&九条家～（2024年1月23日発売、coly、規格品番：COLY-010）
- Stand My Heroes Music Record ～Vol.3 Revel&瀬尾研究室～（2024年2月21日発売、coly、規格品番：COLY-011）